# 2026年のスポーツ
2026年のスポーツ（2026ねんのスポーツ）では、2026年（令和8年）のスポーツ関連の出来事についてまとめる。

## 予定

### 1月
- 1日：【陸上競技・駅伝】第70回全日本実業団対抗駅伝競走大会（群馬県庁発着）
- 2日 - 3日：【陸上競技・駅伝】第102回東京箱根間往復大学駅伝競走（東京都・読売新聞ビル前⇔神奈川県・芦ノ湖往復）
- 3日 - 17日【自動車競技】ダカールラリー（ サウジアラビア）
- 3日：【Xリーグ】第79回ライスボウル（東京ドーム）
- 4日：【プロレス・新日本】レッスルキングダム20（東京ドーム）
- 5日 - 7日・10日・11日：【バレーボール】JVA第78回全日本高校選手権大会（東京体育館）
- 11日：【陸上競技・駅伝】第44回皇后盃全国都道府県対抗女子駅伝競走大会（たけびしスタジアム京都発着）
- 18日：【陸上競技・駅伝】第31回天皇盃全国都道府県対抗男子駅伝競走大会（広島平和記念公園発着）
- 19日：【アメリカンフットボール・大学】全米王座決定戦（フロリダ州・ハードロック・スタジアム）
- 18日 - 2月1日：【テニス】全豪オープン（ オーストラリア・メルボルン・パーク）
- 25日：【陸上競技・マラソン】第45回大阪国際女子マラソン（大阪府・ヤンマースタジアム長居発着）

### 2月
- 1日
  - 【陸上競技】第78回香川丸亀国際ハーフマラソン（香川県・Pikaraスタジアム発着）
  - 【陸上競技・マラソン】第74回別府大分毎日マラソン（大分マリーンパレス水族館（うみたまご）前スタート→ジェイリーススタジアムフィニッシュ）
- 6日 - 22日：【総合】2026年ミラノ・コルティナダンペッツォオリンピック（ イタリア・ミラノ、コルティナダンペッツォ他）
- 8日：【アメリカンフットボール・NFL】第60回スーパーボウル（カリフォルニア州・リーバイス・スタジアム）
- 22日：【陸上競技・マラソン】大阪マラソン2026（大阪府庁前スタート→大阪城公園フィニッシュ）

### 3月
- 1日：【陸上競技・マラソン】東京マラソン2026（東京都庁舎前スタート→東京駅前行幸通りフィニッシュ）
- 6日 - 15日：【総合】2026年ミラノ・コルティナダンペッツォパラリンピック（ イタリア・ミラノ、コルティナダンペッツォ他）
- 8日：【陸上競技・マラソン】名古屋ウィメンズマラソン2026（愛知県・バンテリンドーム ナゴヤ前スタート→バンテリンドーム ナゴヤ内フィニッシュ）
- 27日 - 28日：【柔道】第48回全国高校選手権（日本武道館）

### 4月
- 3日・5日：【バスケットボール】第88回NCAA全米大学選手権女子ファイナルフォー（アリゾナ州・PHXアリーナ）
- 4日・6日：【バスケットボール】第88回NCAA全米大学選手権男子ファイナルフォー（インディアナ州・ルーカス・オイル・スタジアム）
- 9日 - 12日：【ゴルフ・米国男子】マスターズ・トーナメント（ジョージア州・オーガスタ・ナショナルGC）
- 18日・19日：【プロレス・WWE】レッスルマニア42（ネバダ州ラスベガス）
- 29日：【柔道】令和八年全日本柔道選手権大会（日本武道館）

### 5月
- 14日 - 17日：【ゴルフ・米国男子】全米プロゴルフ選手権（ペンシルベニア州・アロニミンクGC）
- 24日：【自動車競技・インディカー・シリーズ】インディアナポリス500決勝（インディアナ州・インディアナポリス・モーター・スピードウェイ）

### 6月
- 4日 - 7日：【ゴルフ・米国女子】第81回全米オープン
- 7日：【自動車競技・F1】モナコグランプリ決勝（ モナコ・モンテカルロ市街地コース）
- 13日 - 14日：【自動車競技・FIA WEC】第94回ル・マン24時間決勝（ フランス・サルト・サーキット）
- 11日 - 7月19日：【サッカー】FIFAワールドカップ26（ アメリカ合衆国・ カナダ・ メキシコ）
- 18日 - 21日：【ゴルフ・米国男子】第126回全米オープン（ニューヨーク州・シネコックヒルズGC）
- 29日 - 7月12日：【テニス】ウィンブルドン選手権（ イギリス・ロンドン・オールイングランド・ローンテニス・クラブ）

### 7月
- 16日 - 19日：【ゴルフ・米国男子】第154回全英オープン（ イングランド・ロイヤルバークデールGC）
- 【総合】令和8年度全国高等学校総合体育大会（滋賀県他）
- 23日 - 8月2日：【総合】2026年コモンウェルスゲームズ（ スコットランド・グラスゴー）
- 【ラクロス】女子世界選手権（秩父宮ラグビー場他）[1]

### 8月
- 15日 - 30日：【フィールドホッケー男女同時】ワールドカップ
- 30日 - 9月13日：【テニス】全米オープン（ アメリカ合衆国・USTAビリー・ジーン・キング・ナショナル・テニス・センター）

### 9月
- 19日 - 10月4日：【総合】アジア競技大会（ 日本・愛知県名古屋市他）[2]

### 10月
- 10日 - 27日：【総合】第80回国民スポーツ大会・第25回全国障害者スポーツ大会（青森県）
- 18日 - 24日：【総合】アジアパラ競技大会（ 日本・愛知県名古屋市他）
- 31日 - 11月13日：【総合】2026年ダカールユースオリンピック（ セネガル・ダカール）

### 11月
- 11日 - 14日【自動車競技・WRC】ラリー・サウジアラビア（ サウジアラビア・ジッダ他）